# Konsulat Generalny Rzeczypospolitej Polskiej w Vancouver
Konsulat Generalny Rzeczypospolitej Polskiej w Vancouver (ang. Consulate General of the Republic of Poland in Vancouver) – polska misja konsularna w Vancouver w Kanadzie otwarta w 1992 r.

## Kierownicy Konsulatu
- 1992–1996 – Krzysztof Włodzimierz Kasprzyk
- 1996–2001 – Krzysztof Smyk
- 2001–2005 – Krzysztof Czapla
- 2005–2008 – Maciej Krych
- 2008 – Tomasz Lis
- 2009–2013 – Krzysztof Czapla
- 2014–2015 – Krzysztof Olendzki
- 2015–2019 – Marcin Trzciński(inne języki)
- 2020–2023 – Andrzej Mańkowski
- od 2023 – Aleksandra Kucy

## Okręg konsularny
Okręg konsularny Konsulatu Generalnego RP w Vancouver obejmuje:
- Albertę
- Jukon
- Kolumbię Brytyjską
- Saskatchewan
- Terytoria Północno-Zachodnie

Pozostałe części Kanady obsługiwane są przez Referat Konsularny Ambasady RP w Ottawie lub przez jeden z dwóch pozostałych konsulatów generalnych RP w tym państwie.